# Castañar de Ibor
Castañar de Ibor è un comune spagnolo di 1 200 abitanti situato nella comunità autonoma dell'Estremadura.